# 芯片短缺
芯片短缺（英語：Chip shortage，别称半导体短缺或芯片荒）是电子工业中半导体集成电路（芯片）供不应求的现象，在历史上曾多次发生。
一些经济与社会因素会造成需求上涨、产量下降，或影响工厂的建设速度，导致芯片供不应求。1988年，计算机需求上涨，受此前市场危机影响的半导体公司未能及时提升产能，引发1988年内存芯片短缺。2004年，移动通信企业大力在美国和印度推广码分多址技术造成了CDMA芯片短缺。2019冠状病毒病疫情后一些国家转向居家经济，全球对个人电脑的需求增加了约30%，引发2020年至今的全球芯片危机。
技术革新后，生产遇到的技术问题也会导致芯片短缺。由于新一代芯片的生产难度大，早期的技术缺陷使良品率低下，产能会严重受限，还可能导致本可用于旧芯片的产能无法用于新芯片。此外，客户通常将希望将最新芯片运用在产品中，可能不愿使用既有芯片，因此只能苦苦等待。1988年，新一代1Mb内存芯片生产遇到技术困难，而1994年芯片短缺再度发生，这都是因为较新的制造工艺需要更纯净的净室环境，大批的集成电路由于制造缺陷被废弃。
相反，旧型号芯片也可能会受到芯片短缺的影响。由于旧芯片的成熟生产线已经被彻底优化，已接近满负载运行。如果此时需求激增，芯片代工厂往往难以提升旧芯片的产能。建立或扩大芯片生产线的资本支出巨大，以至于只有采用最新技术的新生产线在经济上才是合理的。这就是导致2019冠状病毒病疫情期间全球旧芯片短缺的原因。
此外，自然灾害与生产事故也都会导致芯片短缺。1993年住友化学塑料工厂爆炸事件引发了DRAM芯片荒，该工厂为芯片制造商提供六成用于芯片封装的环氧树脂。2011年的日本三一一地震后，NAND闪存和显示器芯片严重短缺。制造商一度难以采购电子系统所需的各种部件。
芯片短缺会冲击电子行业并可造成巨额损失，制造商还可能不得不改变芯片采购计划，修改产品设计更换芯片，或者在产品设计中加入不同型号的芯片作为备选。例如，1988年内存芯片短缺导致计算机整机与内存模块价格大幅上涨，计算机供货期明显延长，一些公司还被迫推迟了新产品的发布，任天堂游戏《林克的冒險》也延迟发售。2000年，个人电脑制造商捷威因以超威半导体的微处理器取代英特尔的同类产品而造成损失。2007年，Wii因集成电路短缺而引发全球缺货。

## 实例

### 1988年内存芯片短缺
1988年，以美国为首的电子工业界出现的一次严重随机存取存储器集成电路（内存芯片）短缺问题。短缺的芯片以动态内存（DRAM）为主，256Kb（32KiB）DRAM芯片的价格从1987年初的2美元上涨到最高10美元至12美元。短缺广泛影响了整个计算机行业，使计算机整机与内存模块价格大幅上涨，计算机供货期明显延长，一些公司还被迫推迟了新产品的发布。受本次短缺波及的公司包括了所有主要的计算机厂商，不限于惠普、康柏、虹志电脑、苹果、太阳微系统、硅谷图形公司等。除了动态内存之外，静态内存（SRAM）芯片也受波及，影响了任天堂与世嘉等游戏机公司。受短缺影响，日立公司的七家工厂为满足市场需求，员工被迫在暑假期间工作。
多方面因素造成了本次短缺：内存市场从1985年的萧条中复苏，计算机需求回升，受此前市场危机重创的半导体公司未能及时提升产能；半导体厂商决策失误，将原有生产线升级为1Mb内存芯片生产线，却低估了生产中的技术问题，良品率极低，芯片产能严重受限。此外，美日贸易冲突在政治上引发了极大的争论。1986年《美日半导体协议》
旨在帮助美国与日本芯片制造商竞争。然而，由于生产成本与风险巨大，美国公司未能按预期回归市场。而且由于该协议要求日本公司停止亏本销售芯片（即倾销），一些美国计算机公司指责，这造成日本公司生产和出口的芯片减少，反而引发美国芯片短缺，让美国计算机公司成为牺牲品。然而美国半导体公司则持否认态度，认为生产问题才是主要原因。

### 2020年至今的全球芯片危机
2019冠状病毒病疫情造成供应链和物流中断，再加上由于一些国家转向居家经济，全球对个人电脑的需求增加了一成三，疫情影响了制造各类电子产品的必要关键芯片的产能。大流行对大韩民国和中华民国半导体产业的影响被认为是芯片短缺的主要原因，芯片产量下降对家用游戏机、汽车等行业造成影响。
2021年2月，英国广播公司引用市场分析机构IHS Markit数据认为芯片短缺将持续至2021年的第三季度；此时芯片供应的交货期已延长至十五周（为2017年后的最高纪录）。截至2021年四月，博通公司的半导体交货时间“已从2020年2月的十二点二周延长至二十二点二周”。 
尽管大流行是造成短缺的因素之一，但台湾在2021年夏季发生的旱灾也是一个重要因素。由于缺乏用于清洁工厂和晶圆的超纯水，生产受到严重影响。
在2021年第一季度末，由于经济复苏以及芯片短缺，部分国家的二手车价格上浮。部分型号汽车价格在第一季度上涨一成。

### 其他例子
英特尔的部分产品在2000年遭遇芯片短缺危机。大型企业不受影响，但像捷威这样的小公司被迫转用其他厂商的芯片或苦苦等待。
高通公司于2012年4月19日发表声明称：由于缺乏制造28纳米芯片的设施，骁龙芯片预计将会短缺。